# José Cuneo
José Cuneo (né le 13 avril 1965 à Buenos Aires) est un dessinateur de bande dessinée, illustrateur et peintre argentin.

## Biographie
Né en Argentine, Cuneo s'exile en France en 1986. Il dessine pour Pif Gadget puis pour Le Journal de Mickey. Après un passage à L'Écho des savanes, il arrive au magazine Gai Pied, où il se fait connaître par des bandes dessinées de prévention contre le SIDA. Homosexuel, il aborde librement la vie gay, comme son compatriote Copi. Ses dessins se caractérisent par des personnages caricaturés, dont les yeux partent dans tous les sens. 
Son album de bande dessinée Le Mariage de Roberto, qui anticipe le mariage homosexuel, se déroule dans le quartier gay du Marais à Paris.
Il expose également comme peintre à Paris et Amsterdam, réalisant ses boîtes lumineuses.
En 2013, il coréalise la scénographie du spectacle El ligre d'Alfredo Arias au théâtre du Rond-Point.
En 2022, il réalise les illustrations pour le documentaire En Corps + de Stéphane Gérard et Lionel Soukaz